# 케빈 맥널티
케빈 맥널티(Kevin McNulty, 1955년 12월 8일 ~ )는 캐나다의 배우이다.
펜틱턴에서 태어났다.

## 출연 작품
- 도노반스 에코 (2011년) - 딘 벨튼 역
- 둠스데이 2014 (2010년) - 브록 역
- 두 유 노우 미 (2009년)
- 더 심스트리스 (2009년)
- 익사이트 (2009년)
- 안나와 알렉스: 두 자매 이야기 (2009년) - 에머리 보안관 역
- 톡식 스카이 (2008년)
- 페이탈 키스 (2008년) - 다니엘 내쉬 역
- 야경 (2007년)
- 코드 네임 - 클리너 (2007년)
- 인비저블 (2007년)
- 틴 맨 (2007년)
- 판타스틱 4 - 실버 서퍼의 위협 (2007년)
- 재난지대 - 뉴욕의 화산 (2006년)
- Augusta, Gone (2006)
- 스네이크 온 어 플레인 (2006년)
- 롭슨 암스 (2005년)
- 리퍼 매드니스 - 영화 뮤지컬 (2005년)
- 세이빙 밀리 (2005년)
- 퍼슈드 (2004년)
- 어 데이트 위드 다크니스: 더 트라이얼 앤 캡처 오브 앤드류 러스터 (2003년) - 저지 라일리 역
- 스틸링 시나트라 (2003년)
- 도어 투 도어 (2002년)
- 라스트 웨딩 (2001년)
- 그린메일 (2001년)
- 다크 타겟 (2001년) - 디렉터 호바스 역
- 사랑의 항해 (2000년)
- H-E 더블 하키 스틱스 (1999년)
- 블러드 머니 (1999년)
- 더 플라이트 (1998년)
- 도그하우스 (1998년)
- 키친 파티 (1997년) - 브렌트 역
- 파이널 디센트 (1997년)
- 콜 투 리멤버 (1997년)
- 에드버킷 (1997년)
- 타이타닉 (1996년)
- 죽음의 마스크 (1996년)
- 인스팅트 (1996년)
- 사랑의 가족 (1996년)
- 위험한 동침 (1996년)
- Gunfighter's Moon (1995)
- 제3의 눈 (1995년)
- 에비 (1995년)
- 해군생도 폴라 코프린 (1995년)
- 죽지 않는 사나이 (1995년)
- 두 여자의 사랑 (1995년)
- 스노우바운드 (1994년)
- 내 이름은 케이트 (1994년)
- 어니스트 6 - 학교 가다 (1994년)
- 네버엔딩 스토리 3 (1994년)
- 타임캅 (1994년)
- 마지막 연인 (1994년)
- 트윈스 스토리 (1993년)
- 미드나잇 테러 (1993년)
- 발렌타인 (1992년)
- 스테이 튠 (1992년)
- 위험한 관계 (1991년)
- 익스프레스 (1990년)
- 죽기 아니면 까무러치기 (1990년)
- 전선 위의 참새 (1990년)
- 옥상 위의 작은 천국 (1988년)
- 25시의 추적 (1988년)

### 텔레비전
- 21 점프 스트리트 (1987년)
- 와이즈가이 (1987년)